# NGC 992
NGC 992 ist eine spiralförmige Infrarotgalaxie im Sternbild Widder auf der Ekliptik. Sie ist schätzungsweise 188 Millionen Lichtjahre von der Milchstraße entfernt und hat einen Durchmesser von etwa 50.000 Lichtjahren.
Das Objekt wurde von dem Astronomen Lewis A. Swift am 6. September 1886 mithilfe eines 16-Zoll-Teleskops entdeckt.